# The Belko Experiment
Pour plus de détails, voir Fiche technique et Distribution.
The Belko Experiment est un thriller d'action et d'horreur américain réalisé par Greg McLean et sorti en 2016.

## Synopsis
Dans un grand building isolé de tout à Bogotá en Colombie, une journée de travail ordinaire comme toutes les autres commence pour les employés de l'entreprise Belko. Pourtant, le bâtiment est soudainement scellé et une mystérieuse voix surgit des haut-parleurs du bâtiment. La voix soumet un dilemme crucial aux 83 expatriés américains : ils doivent s'entretuer dans un temps imparti. S'ils refusent, ils mourront chacun de manière aléatoire.

## Fiche technique
- Titre : The Belko Experiment
- Réalisation : Greg McLean
- Scénario : James Gunn
- Photographie : Luis David Sansas
- Montage : Julia Wong
- Musique : Tyler Bates
- Producteurs : James Gunn et Peter Safran
- Société de production : Orion Pictures
- Société de distribution : BH Tilt
- Genre : Horreur et thriller
- Durée : 88 minutes
- Dates de sortie :
  - États-Unis : 10 septembre 2016 (festival de Toronto
  - États-Unis : 17 mars 2017 (sortie nationale)
  - France : 3 juin 2017 (en vidéo à la demande)
- Classification :
  - États-Unis : R (interdit aux moins de 17 ans non accompagnées)
  - France : Interdit aux moins de 16 ans lors de sa sortie en vidéo à la demande et à la télévision.

## Distribution
- John Gallagher Jr. (VF : Axel Kiener) : Mike Milch
- Tony Goldwyn (VF : Philippe Valmont) : Barry Norris
- Adria Arjona (VF : Audrey Sourdive) : Leandra Florez
- John C. McGinley (VF : Hervé Jolly) : Wendell Dukes
- Melonie Diaz (VF : Virgine Hénocq) : Dany Wilkins
- Owain Yeoman (VF : Didier Cherbuy) : Terry Winters
- Sean Gunn (VF : Thibaut Belfodil) : Marty Espenscheid
- Brent Sexton (VF : Sylvain Lemarié) : Vince Agostino
- Josh Brener (VF : Julien Chatelet) : Keith McLure
- David Dastmalchian (VF : Sébastien Desjours) : Alonso « Lonny » Crane
- David Del Rio : Roberto Jerez
- Michael Rooker (VF : José Luccioni) : Bud Melks
- Gregg Henry (VF : Gabriel Le Doze) : la voix
- Rusty Schwimmer (en) (VF : Zaïra Benbadis) : Peggy Displasia
- Gail Bean : Leota Hynek
- James Earl (VF : Namakan Koné) : Evan Smith
- Abraham Benrubi (VF : Éric Marchal) : Chet Valincourt
- Valentine Miele : Ross Reynolds
- Stephen Blackehart : Brian Vargas
- Benjamin Byron Davis (VF : Jean-Luc Atlan) : Antonio Fowler
- Silvia de Dios : Helena Barton
- Cindy Better : Lorena Checo
- Joe Fria : Robert Hickland
- Mikaela Hoover : Raziya Memarian
- Maruia Shelton : Agnes Meraz
- Kristina Lilley : Victoria Baro
- Lorena Tobar : la dame de la cafétéria

 Source et légende : version française (VF) sur RS Doublage et selon le carton du doublage français sur le DVD zone 2.